# Haselberg (Gemeinde Irnfritz-Messern)
Haselberg ist eine Ortschaft und eine Katastralgemeinde der Gemeinde Irnfritz-Messern im Bezirk Horn in Niederösterreich.

## Siedlungsentwicklung
Zum Jahreswechsel 1979/1980 befanden sich in der Katastralgemeinde Haselberg insgesamt 27 Bauflächen mit 16.329 m² und 41 Gärten auf 44.968 m², 1989/1990 gab es 27 Bauflächen. 1999/2000 war die Zahl der Bauflächen auf 43 angewachsen und 2009/2010 bestanden 41 Gebäude auf 88 Bauflächen.

## Geschichte
Laut Adressbuch von Österreich waren im Jahr 1938 in der Ortsgemeinde Haselberg ein Gastwirt, ein Milchhändler, ein Trafikant und ein Landwirt mit Direktvertrieb ansässig.

## Bodennutzung
Die Katastralgemeinde ist landwirtschaftlich geprägt. 167 Hektar wurden zum Jahreswechsel 1979/1980 landwirtschaftlich genutzt und 133 Hektar waren forstwirtschaftlich geführte Waldflächen. 1999/2000 wurde auf 168 Hektar Landwirtschaft betrieben und 135 Hektar waren als forstwirtschaftlich genutzte Flächen ausgewiesen. Ende 2018 waren 159 Hektar als landwirtschaftliche Flächen genutzt und Forstwirtschaft wurde auf 138 Hektar betrieben. Die durchschnittliche Bodenklimazahl von Haselberg beträgt 33 (Stand 2010).